# Sporthallen Zuid
Le Sporthallen Zuid est un complexe sportif interconnecté à Amsterdam (dans le stadsdeel d'Amsterdam-Sud), aux Pays-Bas. 

## Histoire
Le complexe est inauguré en 1975, et est situé à proximité du stade olympique. Le complexe se compose de trois salles de sport, ainsi que d'une petite salle de danse. La salle de sport principale peut accueillir un maximum de 2 525 spectateurs (dont 2 400 places assises). En 1989, Sporthallen Zuid accueille six matches du premier tour de la toute première Coupe du monde de football en salle. Le site est également l'une des arènes des Championnats d'Europe de volley-ball 2019. Il a accueilli six matches de la phase de groupe du tournoi.
La salle a également été le lieu de nombreux festivals de musique électronique, comme Digital Overdose, Pandemonium, Hellraiser, Thunderdome, etc.